# Орхон
Орхон (Орхон гол) (на монголски: Орхон гол) е най-дългата изцяло протичаща на територията на Монголия река, десен приток на Селенга, вливаща се в езерото Байкал. Дължина 1124 km, площ на водосборния басейн 132 835 km². Река Орхон води началото на 2584 m н.в., от източния склон на хребета Суврага Хайрхан, съставна част на планината Хангай. В горното си течение тече на изток, а след това на север в тясна, на места каньоновидна долина, като образува водопад висок около 20 m. В средното течение посоката ѝ е източна, долината ѝ продължава да е дълбока, но по-широка, и, в която реката силно меандрира. В долното си течение Орхон излиза от планините, тече на североизток, а коритото ѝ се разширява до 100 – 150 m. Влива се отдясно в река Селенга, на 603 m н.в., на около 5 km западно от град Сухе Батор. Основни притоци: леви – Джарантайн гол, Тамрин гол, Хавуугийн гол; десни – Улястайн гол, Хурджирт гол, Нарийн гол, Тегийн гол, Туул (най-голям приток), Хара гол, Шарин гол, Еро гол. Има предимно дъждовно подхранване и ниско пролетно пълноводие, обусловено от топенето на снеговете, чести летни прииждания в резултат от поройни дъждове във водосборният ѝ басейн, а от ноември до март – ясно изразено маловодие. Среден годишен отток в долното течение 66 m³/s, максимален 190,2 m³/s, минимален 0,5 m³/s. В последните 5 km, до град Сухе Батор е плавателна целогодишно за плитко газещи речни съдове, а по време на пролетното пълноводие – до устието на река Туул.
В долината на Орхон са разположени развалините на Орду Балък (Карабалгасун), столица на Уйгурския хаганат, и Каракорум, столица на Монголската империя. Освен това археолозите са открили там няколко хунски гробници, както и Орхонските надписи, важен източник за ранната история на тюрките.